# 青柳菜摘
青柳 菜摘（あおやぎ　なつみ、Natsumi Aoyagi、1990年 -  ）は、 日本の現代美術のアーティスト、詩人。映像メディアを用いた同時代芸術のアーティストとして、フィールドワークやリサーチをもとに、プロジェクトベースに主題を立て作品を発表している。作者自身の経験を表現する方法論として、観察、記録、物語、詩文を手がかりにタイムベースト・メディアの可能性を探究している。

## 経歴
東京都出身。 三輪田学園中学校・高等学校卒業。2014年東京藝術大学美術学部先端芸術表現科卒業、2016年東京藝術大学大学院映像研究科メディア映像専攻修了。プラクティショナーコレクティヴであり、書店兼プロジェクトスペースであるコ本や honkbooks主宰。「だつお」というアーティスト名でも活動。

## 展覧会

### 主な個展
- 「だつお個展」王子Mビル、2013年
- 「孵化日記 タイワン」KanZan gallery、2016年
- 「冨士日記」NADiff gallery、2016年
- 「孵化日記 2011,2014-2016」NTTインターコミュニケーション・センター [ICC]、2016年
- 「亡船記」十和田市現代美術館、2022年

### 主なグループ展
- 「ゴジラ・THE・アート展」森アーツセンターギャラリー、2025年
- 「ペットと詩歌」日本現代詩歌文学館、2025年
- 「ICC アニュアル 2024　とても近い遠さ」NTTインターコミュニケーション・センター [ICC]、2024年
- 「Anima in the fog」WALL_alternative、2024年
- 「Tokyo Dialogue 2024」TODA BUILDING、2024年
- 「「清流の国ぎふ」文化祭2024」情報科学芸術大学院大学［IAMAS］、2024年
- 「往復書簡 /correspondence」a83（ニューヨーク）、2023年
- 「RAM PRACTICE 2023」京都市京セラ美術館講演室、2023年
- 「EASTEAST_ Program: the PLAN」科学技術館、2023年
- NMWA日本委員会主催展覧会「New Worlds」弘電社スペース、2022年
- 「風の目たち／The eyes of the wind」obscura（ジョージア）、2022年
- 「惑星ザムザ」小高製本所、2022年
- 「多層世界の歩き方」NTTインターコミュニケーション・センター [ICC]、2022年
- 「「新しい成長」の提起　ポストコロナ社会を創造するアーツプロジェクト」東京藝術大学大学美術館、2021年
- 青柳菜摘＋佐藤朋子「TWO PRIVATE ROOMS – 往復朗読」theca、2020年
- 「オープン・スペース 2019　別の見方で」NTTインターコミュニケーション・センター [ICC]、2019年
- 「第10回恵比寿映像祭」東京都写真美術館、2018年
- 「ものかたりのまえとあと」三鷹SCOOL、2018年
- 「TODAY’S ART SPACE NETWORK」Daegu art factory（韓国）、2018年
- 「シブカル祭。」 Gallery X by PARCO、2016年
- 「パープルタウンにおいでよ」パープルーム予備校、2016年
- 「WRO biennale 2016」ヴロツワフ（ポーランド）、2016年
- 「わたしが彼女を見た瞬間、彼女はわたしを見た」新宿眼科画廊、2015年
- 「パープルーム大学物語」ARATANIURANO、2015年
- 「シブカル祭2014」渋谷パルコ、2014年
- 「BICTION」四谷ビル、2014年
- 「もうひとつの都市ソラリス」東京藝術大学Art Media Center、2014年
- 「であ・しゅとぅるむ」名古屋市民ギャラリー矢田、2013年
- 「シブカル祭2012」渋谷パルコ、2012年
- 「HERBEST展」HidariZingaro、2011年
- 「カオス*ラウンジ’10」高橋コレクション日比谷、2010年
- 「カオス*ラウンジ vol.1」mograg garage、2009年

## 主な著作・図録

### 単行本

#### 詩集
- 『家で待つ君のための暦物語』thoasa、2021年11月末 ISBN 978-4990969325
- 『そだつのをやめる』thoasa、2022年１月 ISBN 978-4990969301
- 『亡船記』 thoasa、2024年11月末 ISBN 978-4990969332

図録
- 『亡船記』 十和田市現代美術館、2023年 ISBN 978-4-99-103676-7

アーティストブック
- 『孵化日記2011年5月』 thoasa、2016年

### 単行本未収録

#### 小説
- 「黒い土の時間」 - 私家版（2017年9月）
- 「フジミ楼蜂」 - 『ことばと』vol.3（2021年4月）
- 「関係名デモンストレーション」 - 『文學界』2025年8月号

連載
- 「セルフインプロヴィゼーション」 - 『現代詩手帖』2024年4月 -
- 「ハマグリ画語録」 - 『朝日新聞夕刊』2025年4月 -

## 受賞歴
- 2023年、『そだつのをやめる』で第28回中原中也賞を受賞。
- 2023年、『家で待つ君のための暦物語』が第1回西脇順三郎賞候補。
- 2016年、東京藝術大学2015年度修了作品買上